# Maciej Pastuszka
Maciej Pastuszka (ur. 3 marca 1977 w Kielcach) – polski piłkarz grający na pozycji obrońcy w Wiernej Małogoszcz.

## Kariera
Wychowanek Korony Kielce. W 1999 roku został zawodnikiem Lecha Poznań. 24 lipca zadebiutował w jego barwach w I lidze w zremisowanym 1:1 meczu z Pogonią Szczecin. Jeszcze w rundzie jesiennej sezonu 1999/2000 przeszedł do Petro Płock, w którym występował do 2002 roku. Następnie przebywał na wypożyczeniu w Górniku Łęczna. W styczniu 2004 powrócił do Korony Kielce, z którą podpisał dwuipółletni kontrakt. Później występował w Świcie Nowy Dwór Mazowiecki, Kolejarzu Stróże i AKS-ie Busko-Zdrój.
W styczniu 2007 roku został graczem Hetmana Zamość. Następnie występował w Pelikanie Łowicz, w którym był pewnym punktem defensywy, choć problemy zdrowotne uniemożliwiły mu grę w rundzie jesiennej sezonu 2008/2009. W latach 2009–2011 był zawodnikiem Juventy Starachowice, następnie przeszedł do Orła Wierzbica.
Jest absolwentem VI Liceum Ogólnokształcącego im. Juliusza Słowackiego w Kielcach. W styczniu 2011 roku został zdyskwalifikowany na rok przez Polski Związek Piłki Nożnej za popełnienie czynów o charakterze korupcyjnym (okres gry w Koronie Kielce).
9 grudnia 2013 roku Maciej Pastuszka został skazany za udział w aferze korupcyjnej w sprawie Korony Kielce. Piłkarz usłyszał wyrok 1,5 roku więzienia w zawieszeniu na 3 lata, a także karę grzywny w wysokości 6 tys. zł. Zawodnik miał uczestniczyć w ustawianiu meczów kieleckiej drużyny w sezonie 2003/04. Prowadzona wówczas przez Dariusza Wdowczyka Korona Kielce - awansowała do II ligi. Niektórzy piłkarze zdecydowali się za pieniądze ze swoich premii przekupywać sędziów i obserwatorów PZPN